# Museu do Crime da AIPESP
O Museu do Crime da AIPESP abriga uma pequena exposição permanente de quadros, fotografias, documentos, bustos, armas antigas, distintivos e diversos utensílios policiais utilizados pela polícia paulista desde o início do século XX,, localizado no interior do prédio da Associação dos Investigadores de Polícia do Estado de São Paulo (AIPESP).
Foi fundado em 1997 pelo policial aposentado Milton Bednarski que foi curador do museu até a sua morte em 21 de agosto de 2016, aos 86 anos.

## Acervo

### Crimes
- Crime da mala
- Crime da Rua Apa
- Crime do Padre João
- Crime do poço
- Crime do restaurante chinês

### Criminosos
- Chico Picadinho e seu histórico de crimes
- Gino Meneghetti e seu histórico de crimes

### Tragédias
- Incêndio do Edifício Andraus
- Tragédia do Cine Oberdan